# هيذر فورد
هيذر فورد (بالإنجليزية: Heather Ford) (6 يناير 1978) باحثة من جنوب أفريقيا، مدونة وصحفية، وناشطة في المجال الاجتماعي وفي مجال البرمجيات المفتوحة.

## حياتها
ولدت فورد في بيترماريتسبورغ في محافظة كوا-زولو ناتال، جنوب أفريقيا.
في عام 1996، ذهبت إلى جامعة رودس لدراسة البكالوريوس لمدة أربع سنوات في تخصص الصحافة ، لتحصل على درجة التصميم في الاتصالات. خلال فترة وجودها في رودس، كانت فورد محررة صحيفة الفنون والثقافة لجامعة رودس 
- عملت في مجال قانون الإنترنت والسياسات والإدارة في جنوب أفريقيا، والمملكة المتحدة والولايات المتحدة.[10]
- هي مؤسس المشاع الإبداعي في جنوب أفريقيا، وتعمل حاليا في الأثنوغرافية (وصف الأعراق البشرية) الرقمية.[11]

## مؤلفاتها
- شاركت في الكتابة في كتاب وجهة نظر نقدية للويكيبيديا - Wikipedia a critical point of view [12]

## نشاطها
شاركت في تنظيم ورشتي عمل في القاهرة وعمان عامي 2012 و2013 ضمن أبحاث مركز أوكسفورد التابع لجامعة أوكسفورد، لمناقشة مواضيع تتعلق بالمشاركة والإسهام في موسوعة ويكيبيديا (النسخة العربية والإنجليزية والفرنسية والفارسية).
في 2011، اختيرت فورد واحدة من أكثر عشر نساء تأثيراً في مجالي العلوم والتكنولوجيا في أفريقيا.